# 3451 Mentor
3451 Mentor је Јупитеров тројански астероид чија средња удаљеност од Сунца износи 5,101 астрономских јединица (АЈ).
Апсолутна магнитуда астероида је 8,1.